# Jacob Mchangama
Jacob Mchangama (né en 1978) est un avocat danois, expert des droits de l'homme et un commentateur de la société. Il est le fondateur et directeur de Justitia, un cercle de réflexion portant sur les droits humains et la primauté du basé à Copenhague. Pendant six ans, il a servi comme chef des affaires juridiques au CEPOS (Center for Political Studies),.

## Éducation
En 2003, il a été diplômé de l'Université de Copenhague. En 2004, après des études à Venise et à Strasbourg, il obtient un diplôme en droits de l'homme et démocratisation du Centre interuniversitaire Européen.

## Carrière
Il a été professeur assistant en Droits de l'Homme International à l'Université de Copenhague de 2005 à 2007, et professeur adjoint de 2007 à 2012.
De 2004 à 2007, il exerce comme parajuriste à Evershes puis de 2007 à 2008 comme avocat à Plesner. 

De 2008 à 2014, il est conseiller juridique en chef à CEPOS. Il fonde Justicia en 2014 et est depuis son directeur,.
En avril 2017, dans un article du Washington Post, Mchangama appelle le Danemark à mettre fin à la législation interdisant le blasphème. Il note qu'alors que le Danemark s'est classé premier en 2016 dans l'indice de l'état de droit pour les Nations unies, le pays partage une interdiction similaire du blasphème avec des pays comme l'Iran et le Pakistan.
En 2022, il publie chez Basic Books, un livre consacré à la liberté d'expression: Free Speech. A History from Socrates to Social Media.

## Honneurs et récompenses
Mchangama a reçu le prix Venstre Party de la Liberté en 2013 pour son implication dans le débat public sur les droits au Danemark et à l'étranger. Dans son discours d'acceptation, Mchangama a souligné que la liberté et la démocratie ne viennent pas naturellement, qu'elles ont besoin d'être défendues en se battant dans un pays comme le Danemark, comme dans le reste du monde « Personne n'a gagné la liberté par le silence ».